# Dochmiogramma
Dochmiogramma là một chi bướm đêm thuộc họ Erebidae.